# Erguibat
Los erguibat también llamados reguibat, son una agrupación tribal arabófona de origen árabe Cherfa, establecida a caballo entre el este de Sahara Occidental, el sur de Marruecos, el norte de Mauritania y el extremo suroeste de Argelia (región de Tinduf).
Hablan un dialecto árabe, el hassanía y practican principalmente el rito malikí del islam suní.

## Historia
La población erguibat reivindica como fundador de la tribu a Sidi Ahmed Reguibi, que vivía en la región de Saguia el-Hamra (norte del Sahara Occidental) en el siglo XVI y que se presentaba como descendiente del santo Abdeslam Ben Mchich Alami. Se consideran jerifes por esta ascendencia.
Es una de las tribus saharauis de mayor entidad de Sahara Occidental y del reino de Marruecos. Durante el censo español de 1974, representaban más del cuarto de la población de Sahara Occidental. Se subdividen en dos grupos: los Erguibat as-Sahel, al oeste, y los Erguibat el-Gouacem, al este.

## Composición tribal
La agrupación erguibat está constituida por varias tribus, reagrupadas al seno de dos confederaciones:
- Erguibat Sahel, compuesta por las tribus Oulad Moussa, Souaad, Oulad Daoud, Oulad Bourhim, Lemodhin, T'Halat, Oulad Taleb y Oulad Cheikh ;
- Reguibat Charq, está compuesta por las tribus Laiaicha, Loubeïhat, Lahcen-ou-Hmad, Brahim-ou-Daoud, Sallam y Foqra.

## Personalidades erguibat
- El-uali Mustafa Sayed, fundador del Frente Polisario.
- Khalli-Henna Ould Errachid, presidente del Consejo real consultivo para los asuntos saharauis (CORCAS).
- Brahim Ghali, jefe del Frente Polisario y presidente de la República árabe saharaui democrática (RASD).
- Mohamed Abdelaziz, antiguo jefe del Frente Polisario y presidente de la República árabe saharahui democrática.
- Lahbib Ayoub, cofundador del Frente Polisario y antiguo dirigente militar separatista que ha desertado a Marruecos.
- Mohamed Cheikh Biadillah, político y antiguo ministro marroquí.
- Hamdi Ould Rachid,  político marroquí (diputado y presidente del consejo comunal del Aaiún).